# John Ulric Nef
Pour les articles homonymes, voir Nef (homonymie).
John Ulric Nef (14 juin 1862 - 13 août 1915) est un chimiste américain d'origine suisse découvreur de la réaction de Nef.

## Biographie
Ses parents émigrent de Suisse vers les États-Unis où Nef étudie la chimie à l'Université Harvard jusqu'en 1884. Après son diplôme, il rejoint Adolf von Baeyer à l'Université de Munich où il obtient son doctorat en 1887. 
Il est professeur à l'Université Purdue de 1887 à 1889 puis à l'Université Clark de 1889 à 1892. Il passa le reste de sa carrière académique à l'Université de Chicago.
Son fils, John Ulric Nef (en) (1899–1988) a été professeur d'histoire économique et a publié plusieurs livres.

## Travaux
Ses principaux accomplissements sont la découverte de la réaction de Nef et ses articles sur le carbone divalent (carbènes).